# Zaturtsi
Zaturtsi (ucraniano: Зату́рці; polaco: Zaturce) es un municipio rural y pueblo de Ucrania perteneciente al raión de Volodímir de la óblast de Volinia.
En 2018 el municipio tenía una población de 6027 habitantes, de los que unos dos mil vivían en la capital municipal y el resto repartidos en veinticinco pedanías. El municipio fue fundado en 2017 mediante la fusión de los consejos rurales de Zaturtsi, Zubylne y Shélviv, a los que se añadieron en 2018 los de Kysylyn y Jolópychi y en 2020 los de Vínytsia y Oziútychi.
Se ubica a medio camino entre Lutsk y Volodímir sobre la carretera H22, en el punto en el que esta carretera pasa sobre el río Túriya, muy cerca del nacimiento de dicho río.

## Historia
Se conoce la existencia del pueblo en documentos desde el siglo XVI. Durante siglos fue un pequeño señorío con fortificaciones, que estuvo en manos de varias familias nobles como los Hulewicz o los Łahodowscy. Antes de la formación del actual municipio en 2017, Zaturtsi era sede de un consejo rural en el raión de Lókachi, que únicamente incluía como pedanías a Velyki Okorsk, Vilka-Sadivska, Kvasóvytsia, Mali Okorsk y Yúnivka.